# Freedom Arms

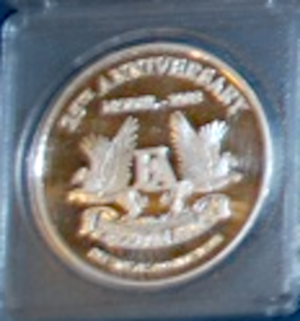

Freedom Arms – amerykańska firma produkująca rewolwery założona w 1978 roku. Jej siedziba mieści się w Freedom w stanie Wyoming. Jednym z jej założycieli był Dick Casull.
Początkowo firma wytwarzała dwa rodzaje rewolwerów. Jednym były miniaturowe rewolwery kalibru .22 Short (od 1980 roku także .22 WMR), drugim duże rewolwery zasilane różną amunicją. W 1999 roku ofertę ograniczono do rewolwerów Model 83 i Model 97. Oba te rewolwery są broniami pełnowymiarowymi, z mechanizmem spustowym SA, przypominającymi wyglądem rewolwer Colt SAA.